# الكتب المدرسية في الصراع الإسرائيلي الفلسطيني
كانت الكتب المدرسية التي تُصدرها كل من الحكومة الإسرائيلية في إسرائيل والسلطة الفلسطينية في الضفة الغربية جزءا من الصراع المحتدم بين الطرفين الإسرائيلي والفلسطيني.
كانت الكتب المدرسية في الأراضية المحتلة وفلسطين موضوعًا لعدد من الدراسات من أبرزها الدراسة التي كلفت القنصلية الأمريكية العامة في القدس عددًا من المراكز البحثية في المنطقة بإجراءها ومن بينها مركز إسرائيل - فلسطين للبحوث والمعلومات، والدراسة التي أجريت بمعهد جورج إيكرت في أوروبا. كما نشر معهد هاري س. ترومان للأبحاث من أجل السلام التابع للجامعة العبرية أبحاثًا حول هذا الموضوع. كذلك عقدت لجنة فرعية تابعة لمجلس الشيوخ الأمريكي واللجنة السياسية في البرلمان الأوروبي أيضًا جلسات استماع حول الكتب المدرسية الفلسطينية. وأدان البرلمان الأوروبي في عام 2021 منظمة وكالة الأمم المتحدة لإغاثة وتشغيل اللاجئين "الأونروا" على أساس أن كتبها المدرسية تدعو إلى تدمير إسرائيل وتحرض على العنف. وفي عام 2022 أدانت لجنة مراقبة الميزانية في البرلمان الأوروبي أيضًا السلطة الفلسطينية لاستخدامها أموال الاتحاد الأوروبي لتأليف كتب مدرسية تتضمن محتوى يحض على عنف. استندت اللجنة في قرارها إلى تقرير صادر عن معهد مراقبة السلام وثقافة التسامح في في التربية المدرسية، والذي أفاد بوجود تلميحات مثيرة للقلق في الكتب المدرسية المقرر تدريسها على جميع الصفوف ومواضيع تتضمن محتوى وصور معادية للسامية وخطاب كراهية وتحريض على العنف وتمجيد للاستشهاد والجهاد. كما يرى معهد جورج إيكرت المفوض من الاتحاد الأوروبي أن الكتب المدرسية الفلسطينية تتضمن روايات معادية للسامية.
أما في حالة الدراسات التي أجريت على الكتب المدرسية الإسرائيلية فقد وجدت بعض المشاكل أيضًا، حيث أمرت إسرائيل بإزالة كلمة "النكبة" من كتبها المدرسية، وهي مُصطلح يُشير إلى قيام دولة إسرائيل في عام 1948 وما تلاه من تهجير قسري للفلسطينيين من أراضيهم التي احتلتها إسرائيل. كان المصطلح قد أضيف للكتب المدرسية لأول مرة في عام 2007 لاستخدامها في المدارس العربية عندما كانت وزيرة التعليم هي يولي تامير التي تنتمي إلى حزب العمل. برر رئيس الوزراء الإسرائيلي بنيامين نتنياهو إزالة المصطلح من الكتب المدرسية الإسرائيلية بأنه يُعتبر بمثابة دعاية مضادة لإسرائيل. استندت إسرائيل إلى هذه القضية في حملتها الدبلوماسية ضد السلطة الفلسطينية.